# Takfir
I islamisk teologi betyder takfir (arabiska: تكفير) att förklara en individ eller grupp som tidigare betraktats som muslimsk, som otrogen/otrogna, kafir.
Takfirläran går tillbaka till islams tidiga historia (ordet Takfir användes emellertid inte då) på 600-talet. Redan kort efter att islams grundare Muhammed avled år 632 började det uppstå meningsskiljaktigheter mellan muslimerna hur ordagrant buden i Koranen skulle efterlevas. Frågan handlade ytterst om vem som var att räkna som rättrogen muslim. De mest fanatiska anhängarna menade att alla som på något sätt avvek från vad de ansåg var rätta läran var otrogna och kunde således bannlysas och dödas. Det inkluderade även de muslimer som förhandlade med religiösa och/eller politiska motståndare. I mitten av 600-talet hotade ett inbördeskrig att bryta ut inom det snabbt expanderade muslimska väldet. Den fjärde kalifen, Ali som även var svärson till Muhammed föredrog förhandling med sina motståndare hellre än att starta ett inbördeskrig. En extremistgrupp, kallad kharijiter vägrade emellertid att förhandla och betraktade därmed Ali som en avfälling. Därför var det, enligt dem en plikt att döda honom vilket man lyckades med år 661.
Egypten anses vara den moderna islamismens ursprungsland och Sayyid Qutbs (död 1966) läror har fungerat som inspirationskälla för al-Qaida och andra islamistgrupper. Ordet takfir härrör från en fanatisk grupp som bildades på 1970-talet i Egypten och som kallade sig Takwir wa Hijra (Bannlysning och avlägsnande). Gruppens målsättning var att upprätta en sann islamisk republik i Egypten och bannlysa alla som betraktades som otrogna, d.v.s. på något sätt ansågs avvika från vad de ansåg vara islam så som religionen utövades på profeten Muhammeds tid. Och i och med att man bannlyste dessa människor var det legitimt att även döda dem. Gruppens ledning greps (och fem av dem avrättades) av den egyptiska polisen och den egyptiska staten trodde sig ha krossat gruppen men takfirläran levde vidare i andra muslimska extremistgrupper i Egypten, främst al-Jihad som ledes av Ayman al-Zawahiri som numer anses vara andremannen i al-Qaida.
Koranen tolkas ofta som att det är förbjudet att döda någon människa, det enda undantaget, enligt den här tolkningen, är att man får avrätta en person som dömts för mord. Mord på oskyldiga människor dvs muslimer är totalförbjudet och för den muslim som dödar en trosfrände (muslim) är straffet helvetet och där ska den skyldige plågas i all evighet. Vad gäller anhängarna av takfirdoktrinen gör de emellertid en helt annan tolkning och har enligt experter på islam, bland andra av Shaykh al-Azhar och stormuftin i Egypten samt övriga undertecknare av Ammanbudskapet, vänt upp och ner på Koranens bud. Sayyid Qutbs läror ligger till grund, enligt honom är alla muslimer som avvisar sharialagarna inga "riktiga" muslimer och ska således dödas.
Nutidens takfirister har utökat takfirläran väsentligt. Enligt dem är (förutom kristna, judar etcetera) alla muslimer som förespråkar demokrati och som röstar i allmänna val avfällingar som ska dödas. Otrogna är även shiamuslimer, muslimska regimer som inte infört sharialagar och regeringar som samarbetar med islams fiender. Till och med regeringar som tillämpar sharialagarna men som har goda relationer till västmakterna, till exempel Saudiarabiens kungahus kan alltså bannlysas.
Takfiristerna anser sig därmed ha rätt att döda praktiskt taget vem som helst som motsätter sig deras extrema tolkning av islam och det anses också vara deras främsta argument för att rättfärdiga massmord på civila, oavsett religionstillhörighet för att nå det slutliga målet – en sann islamisk stat i hela den muslimska världen. Denna stat ska också vara helt fri från inflytande från USA och alla andra länder i väst.
Ammanbudskapet har tagit avstånd från missbruket av takfir-begreppet.

### Källhänvisningar
1. ↑  ”The Amman Message”. http://www.ammanmessage.com/. Läst 1 april 2010.
2. ↑  ”I Vivalla vet nästan alla någon som anslutit sig till IS” (på amerikansk engelska). DN Fokus. 28 maj 2016. Arkiverad från originalet den 5 april 2017. https://web.archive.org/web/20170405073538/http://fokus.dn.se/radikala-islamismen-i-sverige/. Läst 4 april 2017.